# Władysław Lubomirski
Władysław Lubomirski, né le 1er janvier 1866 à Varsovie, mort le 29 octobre 1934. Prince polonais de la famille Lubomirski, mécène et compositeur.

## Biographie
Il est le fils d'Eugeniusz Adolf Lubomirski (1825-1911) et de Róża Zamoyska.
Il étudie au lycée jésuite de Chyrowie. Dans sa jeunesse voyage notamment en Égypte. Adulte, il étudie la musique au conservatoire de Vienne et fait quelques compositions: Symphonie fantastique, Prélude orchestral, Mars pour grand orchestre et une Symphonie en fa mineur. Ses œuvres sont peu appréciées par les critiques.
Propriétaire de Doubrowna et Rajcza, il consacre son temps libre à l'élevage de chevaux pur-sang. À partir de 1928, il tombe malade et finit par ne plus reconnaitre les plus proches membres de sa famille. Il décède dans un institut pour malades mentaux à Inzersdorf près de Vienne, le 29 octobre 1934.

## Mariage
Le 14 janvier 1890, il épouse Elżbietę de Vaux. Ils ont pour enfants:
- Leonię (1890–1978),
- Różę (1892–1969),
- Eugeniusza (1895–1982),
- Stefana (1899–1948).

## Sources
- VIAF
- ISNI
- Pologne
- NUKAT

- (pl) Cet article est partiellement ou en totalité issu de l’article de Wikipédia en polonais intitulé « Władysław Lubomirski » (voir la liste des auteurs).